# Georges de Saluces
Georges de Saluces (en italien Giorgio di Saluzzo), mort à Lausanne le 4 ou 5 novembre 1461, est un ecclésiastique, successivement évêque d'Aoste (1433-1440), puis évêque de Lausanne (1440-1461).

## Biographie

### Origines
La date de naissance de Georges de Saluces (Saluzzo) n'est pas connue, il n'est mentionné dans les documents qu'à partir de 1414. Il est le fils d'Eustache de Saluces, seigneur de Valgrane et de Mont-Orose, et d'Aliana, fille du marquis de Ceva, Georges.
Il appartient à une branche latérale des marquis de Saluces, issus de la maison Alérame, en Piémont.

### Début de carrière religieuse
La première mention de 1414 concerne une demande d'expectative papale au Chapitre cathédral de Lyon.
Il est reçu chanoine-comte de Lyon, en 1422, puis deux ans plus tard, il devient archidiacre de Lyon,. Une fois obtenue, il demande une dispense afin d'aller en Avignon étudier le droit canon.
En 1432, il appartient à la Curie romaine, lors du règne du pape Eugène IV.
Le pape le promeu sur le siège épiscopal d'Aoste, le 16 février 1433,. Il est consacré le 3 décembre, dans la cathédrale d'Aoste.
Au concile de Bâle, en Suisse, les membres reçoivent le soutien du duc de Savoie, Amédée VIII de Savoie, qui demande à l'ensemble des prélats de ses États de le rejoindre. Georges de Saluces se rend donc à Bâle. Il prend part, au nom de la nation italienne, à l'élection du duc Amédée VIII de Savoie comme pape, sous le nom de Félix V,. 

### Évêque de Lausanne
Georges de Saluces est nommé évêque de Lausanne, 1er avril 1440. Il prête serment le 10. Sa nomination vient ponctuer un conflit opposant deux anciens prétendants au siège de Lausanne, depuis 1431, Jean de Prangins, candidat du chapitre et du duc de Savoie qui obtient gain de case, et Louis de La Palud, qui conteste son éviction et qui reçoit le soutien du Concile de Bâle. Le nouveau pape Félix V obtient de Louis de La Palud qu'il résigne ainsi que le transfert de Jean de Prangins à Aoste. Un arrangement est par ailleurs établit avec Georges de Saluces qui s'engage à payer une pension durant six ans à Louis de La Palud.
Son rôle font qu'il est souvent absent de son évêché afin d'être présent à Bâle, auprès du pape Félix V ou encore lors de délégation.
Le pape le charge d'une légation en Sicile. Il obtient, par bulle papale du 26 septembre 1440 les « privilèges […] et tous les pouvoirs de légat à latere ». La même année, au mois de décembre, il est désigné comme exécuteur testamentaire de Humbert de Savoie.
En 1442, il reçoit l'Empereur Frédéric III, à qui il demande la confirmation impériale des droits et privilèges de son Église. Félix V quitte Bâle pour s'installer avec sa cour à Lausanne.
En avril 1449, Félix V abdique. Il a préparé sa sortie à partir de plusieurs négociations. Georges de Saluces est envoyé, aux côtés de Jacques de la Tour, président du Conseil ducal, auprès du pape Nicolas V.
Georges de Saluces cherche à renforcer la puissance épiscopale et protéger les biens de l'Église. Il continue à entretenir d'excellentes relations avec la maison de Savoie. Il participe aux États de Vaud, est le conseiller du duc Louis Ier et effectue de nombreuses missions diplomatiques. Il intervient lors du paiement de la dot de la princesse Marguerite avec l'Électeur palatin du Rhin Louis IV en accompagnant la princesse jusqu'à Bâle. En 1445, avec les troupes de Lausanne, il repousse les écorcheurs qui ravagent la région frontalière avec le royaume de France.

### Carrière entre Lausanne et la Curie
Il est intégré à la Curie romaine en 1453. Il est nommé châtelain de Saint-Ange de Rome, en 1455.
Il est fait vice-camérier du pape Calixte III, de 1456 à 1459.
En 1447, il renouvelle les statuts du Chapitre en promulguant le 18 avril des « Constitutions synodales ».

### Retour à Lausanne et mort
Il rentre définitivement à Lausanne, le 3 juillet 1461, après avoir passé huit ans à Rome. Le 16 octobre 1461, il accorde à la ville de nouvelles foires.
Georges de Saluces meurt quelques mois plus tard, le 4 ou le 5 novembre 1461. Son corps est inhumé dans la salle capitulaire de la cathédrale. Une plaque-tombe mutilée retrouvée en 1903 semble être la sienne.
L'évêque est considéré comme un réformateur et un protecteur des arts. C'est sous son épiscopat que la chanoine Martin le Franc compose une « Orayson à Notre-Dame » et « Le champion des Dames ». Il lègue à la cathédrale de nombreuses œuvres d'art.  